# Ed Maas
Ed Maas (22 augustus 1952) is een Nederlandse vastgoedhandelaar en multimiljonair, voormalig directeur van VHS Vastgoed. Het tijdschrift Quote schatte in 2002 zijn vermogen op 190 miljoen euro.

## Biografie
Maas begon zijn carrière als glazenwasser en vervolgens als pandjesbaas. In de jaren negentig kreeg hij de controle over het bijna failliete VHS Vastgoed, dat onder zijn leiding uiteindelijk uitgroeit naar een fonds met een beurswaarde van meer dan € 200 mln. Hij werd een belangrijke financier van de Lijst Pim Fortuyn (LPF). Op 3 juli 2002 werd hij interim-voorzitter van de LPF, hoewel dat pas op 3 december 2002 officieel werd vastgelegd. Op 2 oktober werd Ed Maas door fractievoorzitter Harry Wijnschenk beschuldigd van maffiapraktijken om vastgoedmakelaars op de kieslijst van de Provinciale Staten te krijgen. Op 13 oktober 2003 legde hij de voorzittersfunctie weer neer.
Op 18 januari 2005 werd een klacht tegen hem ingediend door de Autoriteit Financiële Markten (AFM) wegens verdenkingen van het manipuleren van de koers van het beursfonds VHS Vastgoed. Op 27 januari werd door justitie een inval gedaan in het kantoor van Ed Maas. Hijzelf ontkent de aantijgingen, maar uit opgenomen telefoongesprekken bleek volgens Staalbankiers dat Ed Maas met een beleggingsadviseur van deze bank diepgaand overleg heeft gevoerd over de plannen om de beurskoers te regisseren. In een interview met de Haagsche Courant gaf hij toe op naam van Eddy de Kroes wel aandelentransacties te hebben uitgevoerd, maar dat was, omdat Kroes door zakenreizen daartoe soms niet in staat was. Van koersmanipulatie of handel met voorkennis was volgens Maas echter geen sprake, of indien er wel sprake was geweest van koersmanipulatie, dan was dat volgens Maas onder de geldende wetgeving niet strafbaar.
Op 31 mei 2005 gaf VHS een winstwaarschuwing, omdat de banken als gevolg van het onderzoek geen nieuwe kredietenaanvragen in behandeling namen. Daarop kelderde de koers, waarna Maas besloot VHS van de beurs te halen in een poging onder curatele stelling door de AFM af te wenden. Met het afscheid van de beurs trok VHS ook de winstwaarschuwing weer in.
Op 9 juni 2005 doorzocht de FIOD-ECD het Haagse kantoor van Staalbankiers naar bewijzen voor handel met voorkennis, maar later moest het Openbaar Ministerie bekendmaken te vermoeden dat de bank cruciale computerbestanden en opnames van telefoongesprekken had gewist. Toch besloot Staalbankiers een derde medewerker met onmiddellijke ingang op non-actief te stellen, omdat uit onderzoek was gebleken dat hij Ed Maas had geholpen met koersmanipulatie van het aandeel VHS.

In het onderzoek waren zowel Ed Maas als zijn zakenpartners Eddy de Kroes en Aad Ruijgrok verdachten. Kroes zou via een vennootschap "23 April" de koers van VHS hebben gemanipuleerd, nadat Staalbankiers Ed Maas in augustus 2003 verboden had zich voor deze vennootschap te bemoeien met de transacties.
Staalbankiers en zijn directeuren werden in voorkenniszaak door het OM als medeplichtig gezien. Nadat drie verdachte directieleden strafvervolging schikten met bedragen van 5.000 tot 15.000 euro, kocht ook de bank in 2007 strafvervolging af - voor 400.000 euro.
Het OM zette de vervolging tegen Ed Maas en zijn twee partners echter door, maar de zaak moest worden uitgesteld tot 2009 vanwege ziekte van de hoofdverdachte. 4 maart 2009 eiste het Openbaar Ministerie tweehonderd uur taakstraf en een geldboete van 200.000 euro tegen hem vanwege koersmanipulatie en handel met voorkennis. Hij werd echter vrijgesproken van handel met voorkennis. Volgens de rechtbank was er hoogstens sprake van marktmanipulatie, maar dat was pas in 2005 strafbaar geworden. Wel werd hij veroordeeld tot een boete van 75.000 euro voor het niet nakomen van zijn meldingsplicht.